# Mandirituba
Mandirituba is een gemeente in de Braziliaanse deelstaat Paraná. De gemeente telt 21.885 inwoners (schatting 2009).

## Aangrenzende gemeenten
De gemeente grenst aan Agudos do Sul, Araucária, Fazenda Rio Grande, Quitandinha, São José dos Pinhais en Tijucas do Sul.